# The Grey
The Grey (Un día para sobrevivir en Hispanoamérica, Infierno blanco en España y El líder en varios países) es una película estadounidense de acción, drama y aventura de 2011 dirigida por Joe Carnahan y protagonizada por Liam Neeson, Frank Grillo y Dermot Mulroney. Está basada en el cuento Ghost Walker (Caminante fantasma) de Ian MacKenzie Jeffers, quien también coescribió el guion con Carnahan.

## Argumento
John Ottway (Liam Neeson) es un tirador de una compañía petrolera en Alaska, matando lobos grises que amenazan a los perforadores. En su último día en el trabajo, ve a un perforador siendo perseguido por un lobo y le dispara, escuchando el aliento final del lobo. Esa noche, Ottway escribe una carta "sin propósito" a su esposa, Ana (Anne Openshaw), explicando sus planes de suicidarse, pero no lo hace.
Al día siguiente, Ottway sobrevive a un accidente de avión con otros trabajadores petroleros, observando impotente cómo Lewenden (James Badge Dale) muere a causa de sus heridas. Ottway se hace cargo de los sobrevivientes y es atacado por un lobo y rescatado por el grupo; se dan cuenta de que están en el territorio de los lobos y se turnan para vigilar. 
Hernández (Ben Bray) es asesinado por los lobos, y Ottway sugiere que abandonen el lugar del accidente, pero Díaz (Frank Grillo) cuestiona su liderazgo. Mientras buscan las carteras de los muertos para entregarlas a sus familias, Díaz encuentra un reloj de pulsera de emergencia con una radiobaliza. 
El grupo abandona el lugar del accidente, pero Flannery (Joe Anderson) se queda atrás y es asesinado por los lobos. La manada se acerca y los sobrevivientes corren hacia los árboles, encienden un fuego para protegerse de los animales y construyen armas improvisadas. Díaz sucumbe al estrés y amenaza a Ottway con un cuchillo, pero es rápidamente desarmado. Antes de que pueda disculparse, es atacado por un lobo, que el grupo logra matar y asar para comer. Ottway supone que el lobo era un omega enviado por el lobo alfa para probar el grupo. Un Díaz enloquecido decapita el cadáver del lobo, lanzando la cabeza cortada a la manada oculta, iniciándose un concierto de aullidos aterrador. 
Díaz le habla al grupo sobre su ateísmo y Talget (Dermot Mulroney) afirma que cree en Dios y habla amorosamente de su hija. Ottway dice que también es ateo, pero desea creer o tener fe, y recita un simple poema escrito por su padre. 
Una ventisca se acerca y, por la mañana, Burke (Nonso Anozie), que había estado sufriendo de hipoxia, es encontrado muerto. El resto de los sobrevivientes viajan al borde de un cañón. Hendrick (Dallas Roberts) asegura una línea a un árbol en el lado opuesto, y Díaz y Ottway atraviesan el cañón. El pie de Talget queda atrapado en el gancho, la cuerda se rompe y cae al suelo. Apenas vivo, alucina una visión de su hija, y es arrastrado por los lobos. Intentando salvar a Talget, Díaz cae del árbol y se lesiona gravemente la rodilla.
Díaz, Ottway y Hendrick llegan a un río donde Díaz, agotado por la larga huida e incapaz de dar un paso más, afirma que puede aceptar morir en medio de la naturaleza. Dejando a Díaz a su suerte, Ottway y Hendrick continúan y son perseguidos por los lobos. Hendrick cae en el río y queda atrapado bajo la superficie; Ottway es incapaz de rescatarlo, y Hendrick se ahoga. Quedando solo, Ottway apela airadamente a Dios para que le "muestre algo real" pero, al no ver nada, decide que lo hará él mismo. 
Agotado y sufriendo de hipotermia, Ottway finalmente deja de caminar y pasa a través de las carteras recogidas antes de organizarlas en una cruz. Se da cuenta demasiado tarde de que ha tropezado directamente con la guarida de los lobos - el equipo había estado caminando hacia, no lejos de, el peligro. Rodeado por la manada de lobos y frente a su líder, Ottway mira la foto de su esposa en su billetera. Se revela que ella falleció antes de iniciar la historia producto de una enfermedad terminal, siendo esta la razón por la que él intentaba suicidarse. A medida que el lobo alfa se acerca, Ottway se arma con un cuchillo y fragmentos de botellas de licor pegadas a su mano. Y tras recitar una última vez el poema de su padre: "Una vez más contemplando la agonía. En la última buena pelea que jamás conoceré. Vivir y morir en este día. Vivir y morir en este día", mira al alfa directo a los ojos y se prepara para enfrentarlo, sin revelar si logra sobrevivir o no. 
En una breve escena poscréditos, el lobo alfa toma sus últimos alientos, similar al lobo que Ottway había disparado y asesinado antes. Se ve a Ottway de espaldas recostado sobre éste, sin saber si Ottway yace vivo o muerto.

## Reparto
- Liam Neeson como John Ottway.
- Frank Grillo como John Díaz.
- Dermot Mulroney como Jerome Talget.
- Dallas Roberts como Pete Hendrick.
- Joe Anderson como Todd Flannery.
- Nonso Anozie como Jackson Burke.
- James Badge Dale como Luke Lewenden.
- Jacob Blair como Cimoski.
- Ben Bray como Hernández.
- Anne Openshaw como la esposa de Ottway.

## Producción
The Grey reunió al director Joe Carnahan con los productores Ridley Scott y Tony Scott (acreditado como productor ejecutivo), así como el actor Liam Neeson, quien colaboró en la película de acción de 2010 The A-Team. La película inicialmente imaginaba a un personaje principal mucho más joven y Bradley Cooper, quien también trabajó con Carnahan en The A-Team, fue elegido para el papel principal, pero fue remplazado por Liam Neeson. El rodaje comenzó en enero de 2011 y finalizó en marzo. La película fue rodada en cuarenta días. Aunque se ambienta en Alaska, la película fue rodada en Smithers, con varias escenas filmadas en su aeropuerto. Joe Carnahan reveló, en una sesión de preguntas y respuestas seguido de una primera proyección en el Teatro Aero en Santa Mónica, que había rodado un final alternativo (que nunca tendría la intención de utilizar) que muestra a Neeson luchando contra el lobo alfa. Se incluye en las escenas eliminadas.

## Estreno
El estreno mundial de The Grey tuvo lugar el 11 de enero de 2012 en el Teatro Regal Cinemas en Los Ángeles. La película fue estrenada a nivel nacional el 27 de enero de 2012.

### Mercadeo
La promoción para The Grey en parte se dirigió a grupos cristianos emitiendo un «complemento cinematográfico», que destacó el valor espiritual de la película. El mercadeo también se asoció con The Weather Network para destacar las peligrosas condiciones de rodaje. Open Road Films incorporó comentarios tuiteados por los críticos de cine para promocionar la película en el tercer tráiler de The Grey. Esta fue la primera vez que los tuits y el mismo Twitter gestionan las críticas profesionales para utilizarlas en un tráiler de una película.

## Banda sonora
La música de The Grey fue lanzada en CD el 14 de febrero de 2012. Una versión digital disponible para su descarga fue publicada el 24 de enero de 2012.
Todas las canciones fueron escritas y compuestas por Marc Streitenfeld.

| Banda sonora original |                       |          |  |
| N.º                   | Título                | Duración |  |
| 1.                    | «Writing the letter»  | 2:00     |  |
| 2.                    | «Suicide»             | 1:44     |  |
| 3.                    | «You are gonna die»   | 3:14     |  |
| 4.                    | «Walking»             | 1:45     |  |
| 5.                    | «Eyes glowing»        | 1:25     |  |
| 6.                    | «The morning after»   | 2:57     |  |
| 7.                    | «Collecting wallets»  | 1:53     |  |
| 8.                    | «Wife memory»         | 1:08     |  |
| 9.                    | «Into the fray»       | 1:49     |  |
| 10.                   | «Lagging behind»      | 1:53     |  |
| 11.                   | «Running from wolves» | 1:46     |  |
| 12.                   | «Daughter appears»    | 2:13     |  |
| 35:09                 |                       |          |  |

## Recepción
La película recibió críticas generalmente positivas por parte de los críticos. Hasta el 26 de julio de 2012, The Grey tiene una calificación de 79% en Rotten Tomatoes basado en 177 opiniones, diciendo: «The Grey es una emocionante historia de supervivencia, poblada de personajes bien encarnados y una agenda filosófica sorprendente». Roger Ebert dio a la película 3.5 de 4 estrellas y escribió que la dureza implacable de The Grey le afectó de tal manera que salió de la proyección de una película diferente en el mismo día: «Fue la primera vez que he salido de una película a causa de la película anterior. Así como me estaba sintiendo en mis entrañas, simplemente no habría sido justo para la próxima película».
Las opiniones de los disidentes tienden a centrarse en el abrupto final de la película y percibir los matices emocionales y filosóficos como innecesarios. Siobhan Synnot de The Scotsman dio a la película dos estrellas, comentando que «en el lado negativo, hay un montón de filosofía torpe y pretenciosa sobre la crueldad de la naturaleza y de Dios. En la parte positiva, se ve a un hombre propinándole un puñetazo a un lobo en la cara».

## Controversia
El 19 de enero de 2012, el periódico The Province de Columbia Británica publicó un artículo sobre la compra de cuatro cadáveres de lobos de un cazador local, que fueron utilizados así: dos para los apoyos de la película y dos para que el reparto se los comiera. Esto enfureció a los ambientalistas y activistas de animales, que ya estaban airados de que la película representara a los lobos en una luz negativa, especialmente en momentos en que los lobos grises habían sido recientemente retirados del Acta de Especies Amenazadas en muchos estados del oeste americano. En respuesta a la representación de los lobos en la película, grupos como PETA y WildEarth Guardians comenzaron ataques para boicotear la película. Open Road respondió colocando una hoja informativa sobre el lobo gris en el sitio web oficial de la película, con la colaboración de Sierra Club. Carnahan respondió minimizando la importancia de los lobos violentos retratados en la película y mejor destacó la importancia de la lucha interna del hombre por la supervivencia.